# Станоевич, Дарко
Дарко Станоевич (серб. Дарко Станојевић;12 апреля 1987 года; Лозница, Югославия) — сербский футболист, защитник. С 2019 года игрок узбекистанского «Сурхана».
Выступал за ряд сербских клубов, наиболее известные среди которых «Лозница», «Чукарички», «Металац» и «Нови-Пазар. Также выступал за ряд клубов из Узбекистана — «Машаль», «Шуртан» и «Алмалык» и «Навбахор».